# アフマド・アラク
アフマド (? - 1502-1503年頃、Ahmad、艾哈邁徳) はユーヌス・ハンの次子。ウイグリスタン（トルファン）のハン。
1487年父ユーヌス・ハンが死去すると、兄のムマフムード（Mahmud）がタシケントを継承し、イリバリクにおいて「長汗」を称したが、アフマドは、カラシャールとトルファンを支配して東チャガタイ汗国（モグリスタン・ハン国）より独立し、ウイグリスタン（トルファン）のハン（幼汗）となった。
1488年11月、かつてユーヌスが1473年に占領し、1482年にハーンシェンによって奪われたハミへと侵攻し占領した。このときアフマドはハーンシェンを盟約を結ぶとしてハミ城外へと誘い出し、暗殺している。ハミ占領に対し、明がハミの忠順王としてシャンバを立てるなどの圧力を加えると、アフマドはこれに屈しハミを返還した。1493年、アフマドが再度ハミに侵攻しシャンバを拉致すると、1495年に明は軍を進めハミを奪回するとともにトルファンへと侵攻した。これにより各地の商人が朝貢貿易が中断されるなどの不利益を受け、アフマドへの不満を募らせた結果、1497年アフマドは明と和解し、1499年にシャンバを返した。アフマドは戦争に強いハンとしてその名を高めていたが、1502-1503年頃、新興勢力であるウズベクのシャイバーニー・ハンとの争いに負け、戦死した。